# Vanessa Kirby

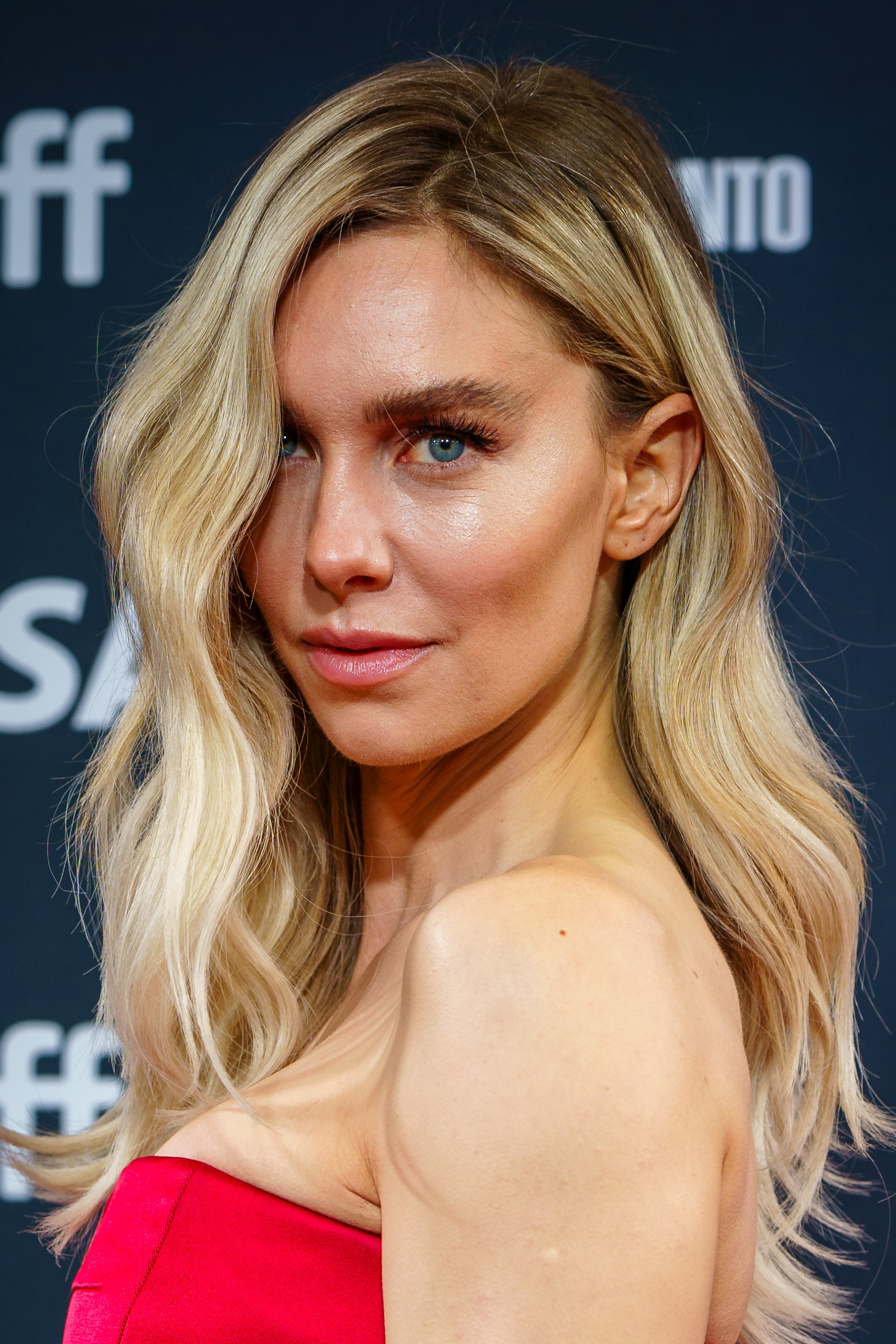
Vanessa Kirby (2024)

Vanessa Nuala Kirby (* 18. April 1988 in Wimbledon, London) ist eine britische Schauspielerin.

## Leben und Karriere
Kirby wuchs im Londoner Stadtteil Wimbledon auf. Ihr Vater ist Chirurg, und die Mutter war eine der Gründerinnen der Zeitschrift Country Living.
Kirby erhielt ihr erstes Theaterengagement 2009 am Octagon Theatre in Bolton und war seither in vielen Rollen an Bühnen wie dem National Theatre, dem Young Vic oder dem Royal Court, seit 2010 auch in Fernsehserien wie The Hour oder Agatha Christie’s Poirot und in Filmen zu sehen. In der Netflixserie The Crown spielte sie von 2016 bis 2017 Prinzessin Margaret. 2018 war sie in dem Actionfilm Mission: Impossible – Fallout zu sehen, diese Rolle übernahm sie erneut in der Fortsetzung von 2023. Im 2019 erschienenen Fast-&-Furious-Spin-off Fast & Furious: Hobbs & Shaw verkörperte Kirby die MI6-Agentin Hattie Shaw.
Einen ersten Höhepunkt in Kirbys Filmkarriere markierten die Filmfestspiele von Venedig 2020, wo sie mit Hauptrollen in zwei Wettbewerbsbeiträgen um den Goldenen Löwen vertreten war. Für ihre Leistung als Martha in dem Drama Pieces of a Woman gewann sie die Coppa Volpi als beste Darstellerin des Festivals. Für Pieces of a Woman erhielt sie 2021 auch eine Golden-Globe- und Oscar-Nominierung.
Im Jahr 2022 folgten die Dreharbeiten zu Ridley Scotts Historienfilm Napoleon, in dem sie an der Seite von Joaquin Phoenix Joséphine de Beauharnais verkörpert.
Im Sommer 2021 wurde Kirby Mitglied der Academy of Motion Picture Arts and Sciences.

## Filmografie (Auswahl)
- 2010: Love/Loss
- 2011: The Hour (Fernsehserie, 3 Episoden)
- 2011: Große Erwartungen (Great Expectations, Miniserie, 3 Episoden)
- 2012: The Rise
- 2012: Nora (Kurzfilm)
- 2012: Das verlorene Labyrinth (Labyrinth, Fernseh-Miniserie, 2 Episoden)
- 2013: Lang lebe Charlie Countryman (The Necessary Death of Charlie Countryman)
- 2013: Agatha Christie’s Poirot: Elefanten vergessen nicht (Elephants Can Remember, Fernsehfilm)
- 2013: Alles eine Frage der Zeit (About Time)
- 2014: Queen and Country
- 2015: Jupiter Ascending
- 2015: Bone in the Throat
- 2015: Everest
- 2015: The Dresser (Fernsehfilm)
- 2015–2017: The Frankenstein Chronicles (Fernsehserie, 7 Episoden)
- 2016: Genius – Die tausend Seiten einer Freundschaft (Genius)
- 2016: Ein ganzes halbes Jahr (Me Before You)
- 2016: Kill Command – Die Zukunft ist unbesiegbar (Kill Command)
- 2016–2017, 2022: The Crown (Fernsehserie, 18 Episoden)
- 2018: Mission: Impossible – Fallout
- 2018: Julie
- 2019: Red Secrets – Im Fadenkreuz Stalins (Mr. Jones)
- 2019: Fast & Furious: Hobbs & Shaw (Fast & Furious Presents: Hobbs & Shaw)
- 2020: Pieces of a Woman
- 2020: The World to Come
- 2021: Italian Studies
- 2022: The Son
- 2023: Mission: Impossible – Dead Reckoning Teil Eins (Mission: Impossible – Dead Reckoning Part One)
- 2023: Napoleon
- 2024: Eden
- 2025: The Fantastic Four: First Steps
- 2025: Night Always Comes

## Auszeichnungen/Nominierungen
- Oscar
  - 2021: Nominierung als Beste Hauptdarstellerin für Pieces of a Woman
- Golden Globe Award
  - 2021: Nominierung als Beste Hauptdarstellerin/Drama für Pieces of a Woman
- Emmy
  - 2018: Nominierung: Beste Nebendarstellerin – Dramaserie für The Crown